# Vilém Schneeberger
Vilém Schneeberger (28. května 1928 Ves Touškov – 3. prosince 2006 Praha) byl český teolog, kazatel, spisovatel, překladatel a superintendent Evangelické církve metodistické.

## Život
Studoval v Plzni obchodní akademii. Po jejím zavření nacisty v roce 1944 se vyučil sklenářem. Po příchodu do Litoměřic v roce 1946 konvertoval a začal působit v místním sboru ECM mezi mládeží, o rok později jako laický a pak výpomocný kazatel. V letech 1947–1951 vystudoval Jungmannovo gymnázium v Litoměřicích. Jako septimán začal studovat Komenského evangelickou bohosloveckou fakultu v Praze, absolvoval ji v roce 1954. Disertační práci obhájil v roce 1972 na Husově československé bohoslovecké fakultě v Praze a byl promován na doktora teologie. V roce 1952 se oženil s Věrou, s níž měl syny Daniela a Petra.
Působil jako kazatel ve sborech v Praze a v Jablonci nad Nisou. Úřad superintendenta zastával v letech 1968–1989. Po dvě volební období byl předsedou Ekumenické rady církví.
Dlouhodobě pracoval v redakční radě Kostnických jisker. V letech 1990–2006, od vzniku časopisu Život víry až do své smrti, aktivně působil v jeho redakční radě – plných sedmnáct let.
Patřil k předním znalcům života a díla Johna Wesleye. 